# 차지환
차지환(1996년 5월 9일 ~ )은 대한민국의 남자 배구 선수이며, 안산 OK금융그룹 읏맨의 선수이다. 2017-2018 신인 드래프트에서 전체 2순위로 안산 OK저축은행 러시앤캐시에 입단하였다.

## 안산 OK저축은행 러시앤캐시시절

### 2017-2018시즌
2017-2018 신인드래프트에서 전체 2순위로 안산 OK저축은행 러시앤캐시에 지명되었다. 10월 31일 현대캐피탈의 경기에서 10득점을 기록하며 데뷔 첫 두자릿수 득점을 기록하였다.
이후 모든 경기에서 교체 출장하여 신인답지 않은 활약을 하고 있다.

### 2018-19시즌
주포이자 에이스인 송명근이 흔들릴때마다 나와 좋은 모습을 보여주었다. 정규리그 막판에 외국인 주포인 요스바니가 부상으로 빠지자 선발로 나와 좋은 활약을 보여주었다. 시즌이 끝난후 상무 배구단에 지원하였으며, 4월 12일에 합격하여, 4월 22일에 입대한다.

## 경력 사항
- 2017년 타이베이 하계유니버시아드 국가대표

## 수상 경력
- 2017년 대학배구리그 공격성공률 1위, 득점 3위
- 2017년 제천대회 최우수선수상
- 2016년 대학배구리그 신인상
- 2016년 대학배구리그 챔피언결정전 최우수선수상

## 출신학교
- 문흥중학교(전학) -> 현일중학교(졸업)
- 현일고등학교(전학) -> 인하대학교 사범대학 부속고등학교(졸업)
- 인하대학교 16학번

## 에피소드
- 대학 시절 대학 배구 최강팀 인하대학교의 주공격수이자 에이스였다.
- 문흥중학교 재학 시절 몸이 좋지 않아 유급하였다.